# 薛公绰
薛公绰（1913年—1999年6月10日），又名薛容，男，江苏涟水人，中国医学家、政治人物，九三学社中央委员会原常务委员，第四、五、六、七届全国政协委员。